# Walter Lopes
Walter Lopes (São Paulo, 20 de abril de 1965) é um cantor, baterista, compositor e produtor musical brasileiro, mais conhecido por ser um dos fundadores do grupo Oficina G3. e do qual foi membro desde o início até 2002, época do sétimo álbum do conjunto. Saiu para fazer carreira solo. Atualmente, passou a fazer parte das bandas Vox 5 e Judas, o Outro.

## Carreira
Gravou seu primeiro disco em 1986, um ano antes de fundar o Oficina G3, ao lado de Juninho Afram e Wagner García. Na banda, gravou seis discos como baterista, compositor e vocalista, fez vocais ocasionais em algumas faixas, como "Fé" e "Pastor", e também foi compositor de músicas como "Davi". Nesta época, tornou-se endorsement da Pearl Drums. Walter participou como membro efetivo de todos os álbuns até O Tempo, de 2000. Por motivos de princípios, ideias e rumos que a banda estava levando, deixou o grupo em 2002.
Após sete meses da sua saída do Oficina G3, fundou uma nova banda, chamada Judas, o Outro. O nome da banda faz a alusão a Judas, não o Iscariotes.
Em 2003 e 2004 lançou dois discos solo, um composto por faixas instrumentais, e outro cantado, de sonoridade acústica.
Atualmente Waltão como é conhecido desenvolve um projeto social chamado Streetcross na cidade de Londrina, onde trabalha o ensino de música para crianças em uma região periférica da cidade, e tem uma banda com sua esposa Angélica Rocha também chamada StreetCross, tendo no ano de 2015 gravado um CD e DVD com a banda que leva o nome Origem, que conta a reinterpretação de hinos tradicionais das igrejas com o ritmo mais agitado, e com músicas inéditas.
No mês de novembro de 2016, Waltão postou em suas redes sociais que após um período de pausa, em 2017 o  Judas, o Outro vai voltar as suas atividades.
Em 2020, Walter Lopes se reuniu com a Oficina G3, para comemorar os 20 anos do Lançamento do álbum O Tempo, e junto estava PG, e participação de Mateus Asato. Gravaram várias músicas, que chegaram a liberar algumas nas redes sociais. Em 2022, com o álbum Humanos completando 20 anos, fizeram uma turnê com músicas dos álbuns O Tempo e Humanos, com Walter e Lufe dividindo metade das músicas na bateria. O registro da turnê saiu em 2024 como o álbum e documentário Humanos Tour.

## Discografia

### Com o Oficina G3
- 1990: Ao Vivo
- 1993: Nada É Tão Novo, Nada É Tão Velho
- 1996: Indiferença
- 1998: Acústico
- 1999: Acústico ao Vivo
- 2000: O Tempo
- 2001: O Tempo
- 2002: Humanos (bateria em "O Teu Amor")
- 2006: MK CD Ouro: As 10 mais de Oficina G3
- 2009: Som Gospel
- 2014: Gospel Collection
- 2024: Humanos Tour

### Com Judas, o Outro
- 2003: Judas, o Outro

### Carreira solo
- 2003: Na Estrada
- 2004: Reciclável